# Lepanthes aurea
Lepanthes aurea är en orkidéart som beskrevs av Ignatz Urban. Lepanthes aurea ingår i släktet Lepanthes och familjen orkidéer. Inga underarter finns listade i Catalogue of Life.